# Mårten Möller
Mårten Arvid Möller, född 10 november 1893 i Eksjö, död 31 augusti 1958 i Stockholm, var en svensk redaktör och idrottsledare.
Möller, som var son till järnvägskonduktör Johan Albert Möller och Johanna Sofia Gram, var i yngre år aktiv utövare av friidrott i IK Göta i Stockholm. Han innehade styrelseuppdrag som ordförande, sekreterare och kassör i nämnda idrottsklubb 1931–1938. Han bedrev även förlagsverksamhet. Han tilldelades idrottsliga utmärkelsetecken.